# Amada (nubisches Dorf)

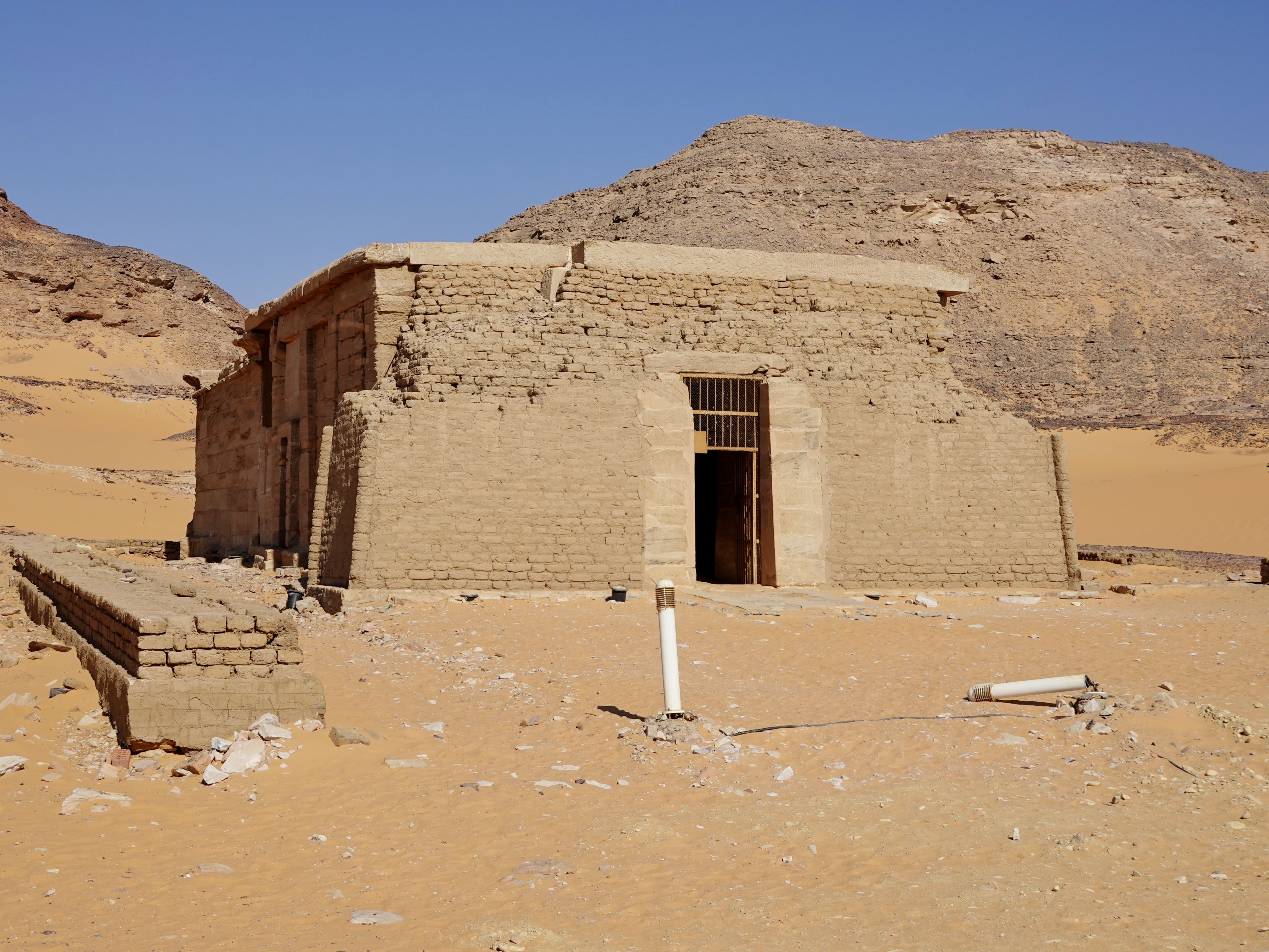
Tempel von Amada

Amada war ein nubisches Dorf, welches sich etwa 180 km südlich von Assuan befand. Der Name Amada wird heutzutage meist für den dort befindlichen Tempel benutzt.

## Der Tempel
An diesem Ort stand ein ägyptischer Tempel des Neuen Reiches, der dem Amun-Re und Re-Harachte geweiht war. Der Tempel wurde von Thutmosis III. gegründet und von Amenophis II. und Thutmosis IV. erweitert.
Zur Rettung vor Überflutung durch den infolge des Assuan-Staudammes entstehenden Nasser-See wurde der Tempel 1964/65 zu einem 2,6 km landeinwärts von seinem einstigen Standort gelegenen und 65 m erhöhten Ort unter Leitung französischer Ingenieure versetzt. Um die empfindlichen Reliefs des Tempels bei einer etwaigen Zerlegung des Tempels nicht zu gefährden, entschied man sich zu einer Versetzung des Tempels als Ganzes. Dabei wurden zunächst die Fundamente mittels einer Betonplatte unterfüttert. Gleichzeitig wurde ein Korsett um den Bau gelegt, welcher schließlich mittels einer Schienenkonstruktion langsam zu seinem neuen Standort bewegt wurde. Dabei versetzte man einen insgesamt 800 Tonnen wiegenden Block mit einer pro Tag zurückgelegten Strecke von etwa 50 m.
In christlicher Zeit ist der Tempel zu einer Kirche umgebaut worden, deren Malereien noch im 18. und 19. Jahrhundert zu sehen waren. Die Beschreibung dieser Malereien von dem Reisenden Frederic Louis Norden aus dem Jahre 1738 gehören zu den ältesten Erwähnungen christlich nubischer Wandmalerei in der Neuzeit. Auch der Reisende Franz Christian Gau bemerkte die Malereien und hielt sie grafisch fest. Zu seiner Zeit (1822) waren sie bereits stark zerstört.
Der Tempel steht seit 1979 auf der Weltkulturerbeliste der UNESCO.

## Galerie

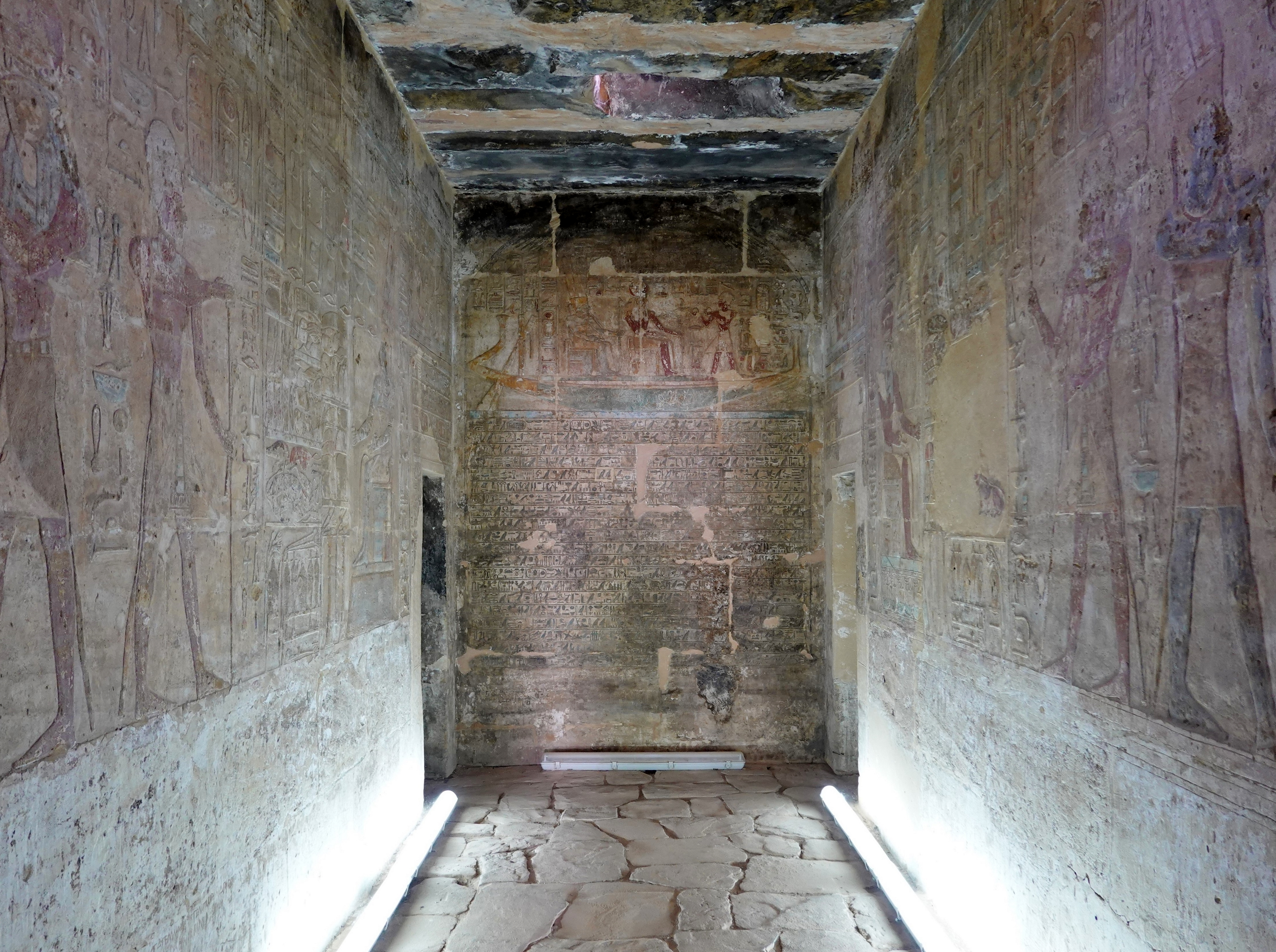
Sanktuar des Tempels
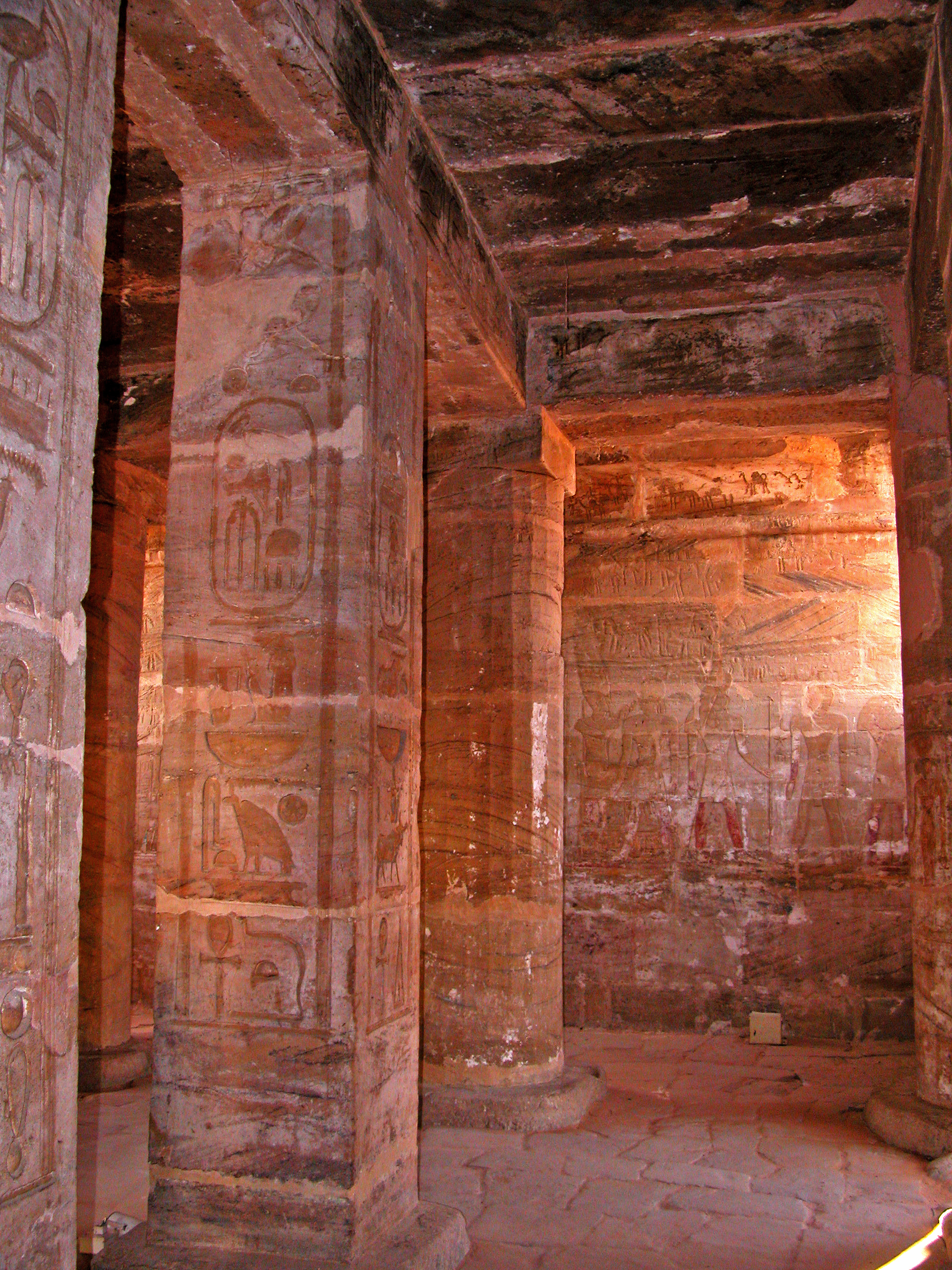
Name von Thutmosis IV. auf dem mittleren Pfeiler links
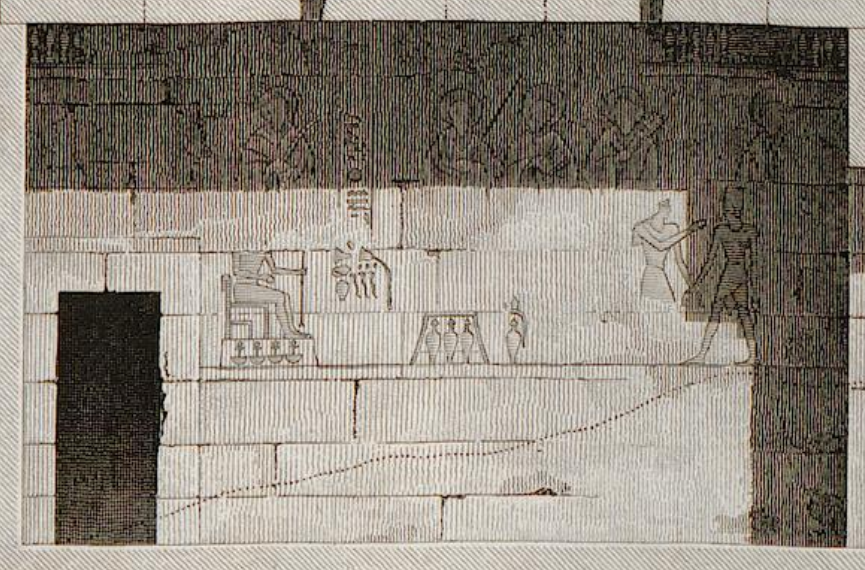
Im Mittelalter wurden die antiken Reliefs mit christlichen Heiligen übermalt. Auf dieser Darstellung nach Franz Christian Gau von 1822 sind noch die oberen Partien der Figuren zu sehen.